# Kaikoja
Kaikoja is een geslacht uit de familie Octacnemidae en de orde Phlebobranchia uit de klasse der zakpijpen (Ascidiacea).

## Soorten
- Kaikoja globosa Monniot C., 1998
- Kaikoja multitentaculata (Vinogradova, 1975)